# Ла-Гальєга (Бургос)
Ла-Гальєга (ісп. La Gallega) — муніципалітет в Іспанії, у складі автономної спільноти Кастилія-і-Леон, у провінції Бургос. Населення — 67 осіб (2010).
Муніципалітет розташований на відстані близько 170 км на північ від Мадрида, 60 км на південний схід від Бургоса.

## Демографія
Динаміка населення (INE ):